# Nymphicula blandialis
Nymphicula blandialis là một loài bướm đêm trong họ Crambidae.